# NOAAS Murre II (R 663)
Le NOAAS Murre II (R 663), anciennement NOAAS  Murre II (FRV 63) était un navire océanographique de la flotte de la NOAA (National Oceanic and Atmospheric Administration) en service de 1970 à 1989. 
Auparavant il était un navire de surveillance halieutique de l'United States Fish and Wildlife Service (USFWS), sous le nom de Murre II, de 1956 à 1970.   

## Historique
Le navire, à l'origine, a été construit par le chantier naval du Corps du génie de l'armée des États-Unis (USACE) à Seattle dans l'État de Washington en lancé en 1943. Il s'agissait une barge automotrice, d'abord sous le nom de BSP-1915 pour l'United States Army pendant la Seconde Guerre mondiale.
Il a opéré dans les Îles Aléoutiennes, transportant des passagers, du courrier, du carburant et du fret. Puis il a été transféré au Fish and Wildlife Service  pour le Département de l'Intérieur des États-Unis en Alaska, à Kodiak puis à Juneau en prenant le nom de Murre II et continuant comme barge de transport.
En 1963, il est transformé en navire de recherche océanographique et opère dans les eaux sud-est de l'Alaska. En 1970, il rejoint la flotte de la NOAA pour travailler pour le laboratoire Auke Bay de la National Marine Fisheries Service prenant le nom de NOAAS Murre II (FRV 63), puis NOAAS Murre II (R 663) jusqu'en 1987. Il est mis hors service en 1989 et vendu en 1991.

## Fin de carrière
Après sa vente, Murre II est finalement devenue la propriété d'un collège communautaire de Poulsbo, dans l'État de Washington, qui l'a utilisé dans le Puget Sound comme navire-école pour le dragage des pétoncles. 

## Note et référence
- (en) Cet article est partiellement ou en totalité issu de l’article de Wikipédia en anglais intitulé « NOAAS Murre II » (voir la liste des auteurs).